# Kozennův atlas
Kozennův atlas je – v širším významu – název pro atlasy, jejichž tvůrcem byl slovinský katolický kněz a pedagog Blaž Kocen (v německém přepisu Blasius Kozenn). V užším významu se jedná o Kocenův atlas pro střední školy (německy Geographischer Schul-Atlas: für die Gymnasien, Real- und Handels-Schulen der Österreichischen Monarchie von B. Kozenn, česky Školní atlas v 31 mapách pro gymnasie, reální a obchodní školy, jež vydal B. Kozenn, c. k. profesor pro Čechoslovany. Uspořádal c. kr. profesor Fr. Vaněk), který vyšel v několika jazykových mutacích a mnoha vydáních. První vydání vyšlo v roce 1861.

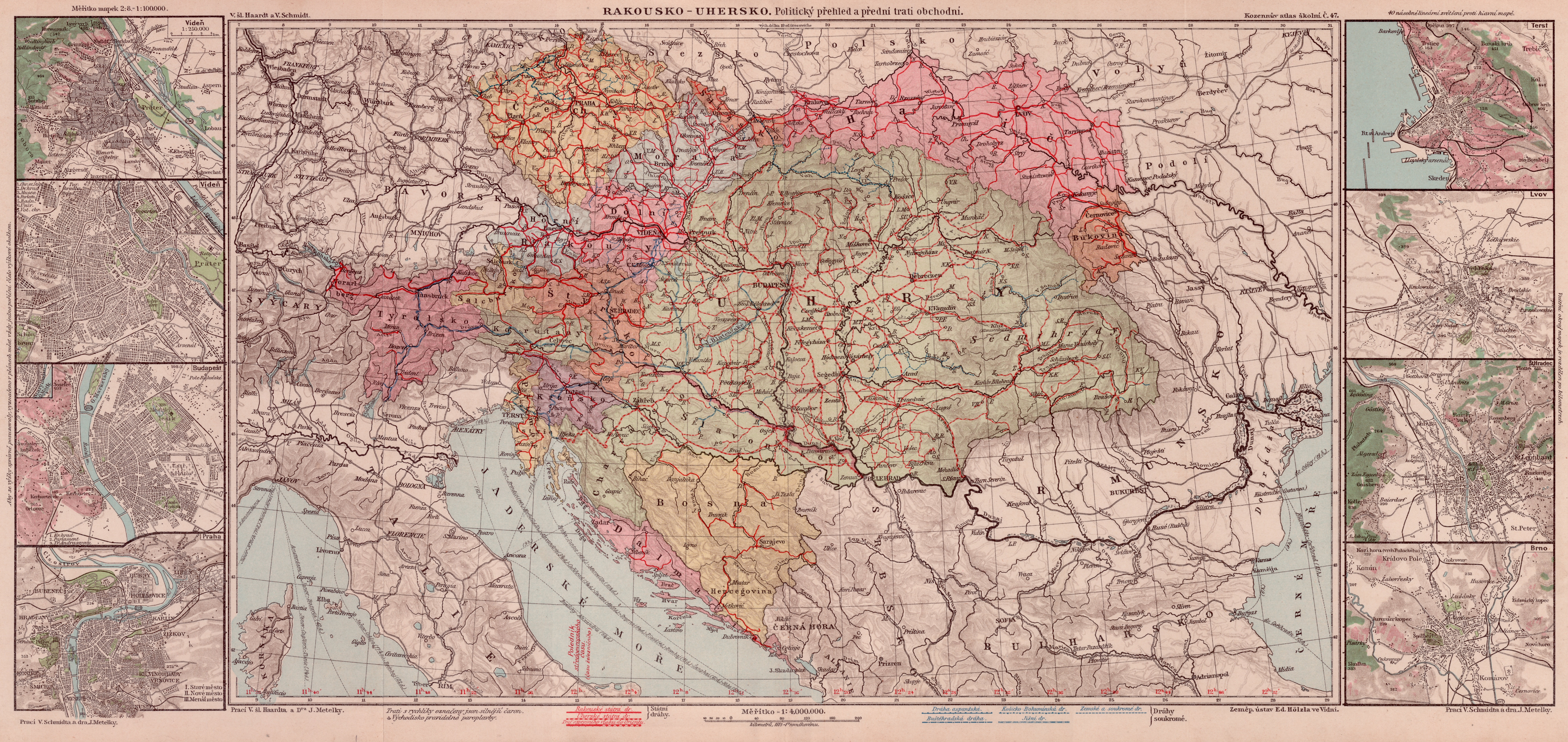
Kozennův atlas, mapa č. 47, Rakousko-Uhersko. Politický přehled a přední trati obchodní. 15. české vydání, 1914

## Vznik Kozennova atlasu
Slovinský katolický kněz Blaž Kocen (německy Blasius Kozenn) od roku 1858 vyučoval na c. a k. německém vyšším gymnáziu v Olomouci. Zde se seznámil s olomouckým knihkupcem a vydavatelem Eduardem Hölzlem. Kocen si stěžoval na absenci školního atlasu pro střední školy. Hölzell jej přesvědčil, aby takový školní zeměpisný atlas sestavil. V roce 1861 získal Eduard Hölzel litografickou dílnu ve Vídni a zbudoval zde zeměpisný ústav a hlavní sídlo svého nakladatelství. Zde bylo v roce 1861 publikováno první vydání Kozennova školního atlasu jako "Školní atlas v 31 mapách pro gymnasie, reální a obchodní školy." (Geographischer Schulatlas für die Gymnasien, Real- und Handelsschulen der österreichischen Monarchie). Atlas měl 31 mapový list vytištěný barevnou litografií. Byl dostupný buď v brožované verzi jako 3 sešity (11, 11 a 9 map) pro jednotlivé třídy po 1 zlatém, nebo kompletní ve vázané verzi za 3 zlaté.
Z atlasu se stal bestseller rakouské školní kartografie. Vyšlo postupně několik "doplněných a opravených" vydání, jehož autory byli přední geografové a kartografové Vinzenz von Haardt, Friedrich Umlauft, Wilhelm Schmidt a Franz Heiderich. Vydání atlasu z roku 1900 sneslo srovnání s nejlepšími atlasy své doby. Celkem vyšlo toto a další vydání, již s původním atlasem. Společný mají pouze název Kozennův školní atlas (Kozenn-Schulatlas), pod kterým vycházejí školní atlasy pro rakouské školy dodnes (stav v roce 2022).

## Obsah prvního vydání
První vydání ve všech jazykových verzích obsahovalo 31 map:
- 1. Kartenprojektionen, Geländedarstellung
- 2. Erdansichten
- 3. Europa, Übersicht der Bodengestaltung
- 4. Europa, politische Überschnit
- 5. Asien, Übersicht der Bodengestaltung
- 6. Asien (polit.)
- 7. Afrika
- 8. America
- 9. Australien und Polynesien
- 10. Mitteleuropa, Übersicht der Bodengestaltung
- 11. Mitteleuropa, politische Überschnit
- 12/13. Land- und Seekarte des Mittelmeer-Beckens
- 14. Die Nillaender u. das Rothe Meer
- 15. Italien
- 16. Frankreich
- 17. Grossbritanien und Ireland
- 18. Kaiserthum Oesterreich
- 19. West-Deutschland, Niederlande und Belgien
- 20. Nord-Deutschland und West-Polen
- 21. Schweden, Norwegen, Dänemark
- 22. Russland
- 23. Ostindien und China
- 24. Die Staaten von Nord- u. Centralamerica mit Westindien
- 25/26. Die Alpenlaender
- 27. Böhmen. Mähren und Schlesien, Ober- u. Nieder-Oesterreich
- 28/29. Ungarn, Siebenbürgen, Slavonien u. Bukowina
- 30. Von Kroaten-Serben bewohnte Südslavenländer
- 31. Galizien und Bukowina[2]

## Jazykové verze Kozennova atlasu
Atlas vyšel současně v německé, maďarské, české a polské jazykové mutaci v roce 1861. Jednotlivé jazykové verze jsou:
- němčina (1861–1918) Celkem vyšlo 42 vydání, poslední dotisk 42. vydání vyšel v roce 1918.[2]
- maďarština, Kozenn Balázs. Földrajzi iskolai atlás 31 abroszszal gymnasiumok , reál- s kereskedelmi tanodák számára, Bécs és Olmützcelkem, Hölzel Ede sajátja : 1861, druhé vydání v letech 1869-1870[3]
- polština, první vydání v roce 1861, 2. vydání 1868-1870, 3. vydání 1879, dotisk 1889
- česky Školní atlas v 31 mapách pro gymnasie, reální a obchodní školy, jež vydal B. Kozenn, c. k. profesor pro Čechoslovany. Uspořádal c. kr. profesor Fr. Vaněk, vydáno v roce1861, celkem vyšlo 16 českých vydání.
- italsky 1904

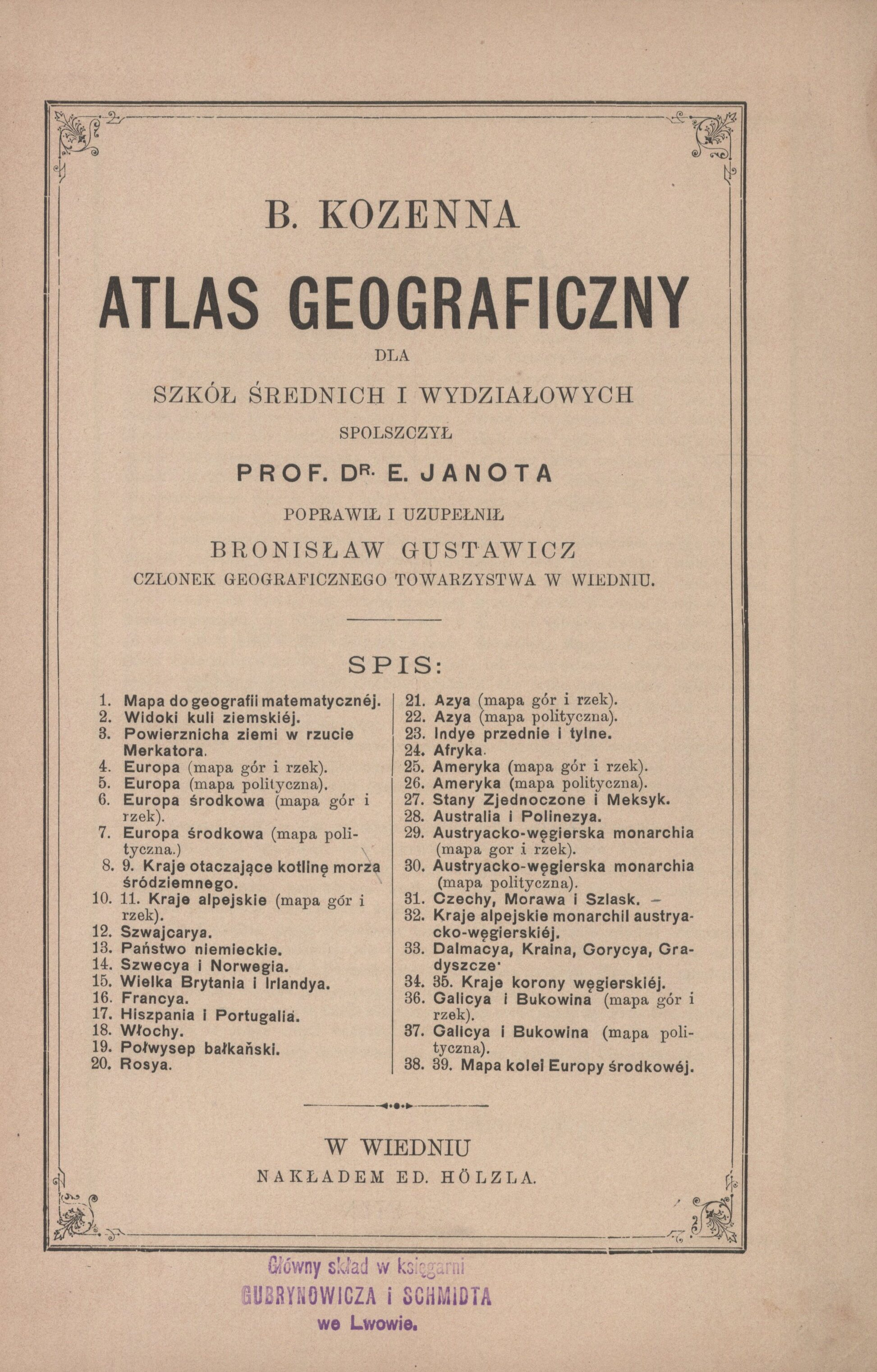
Titulní list polského vydání z roku 1861
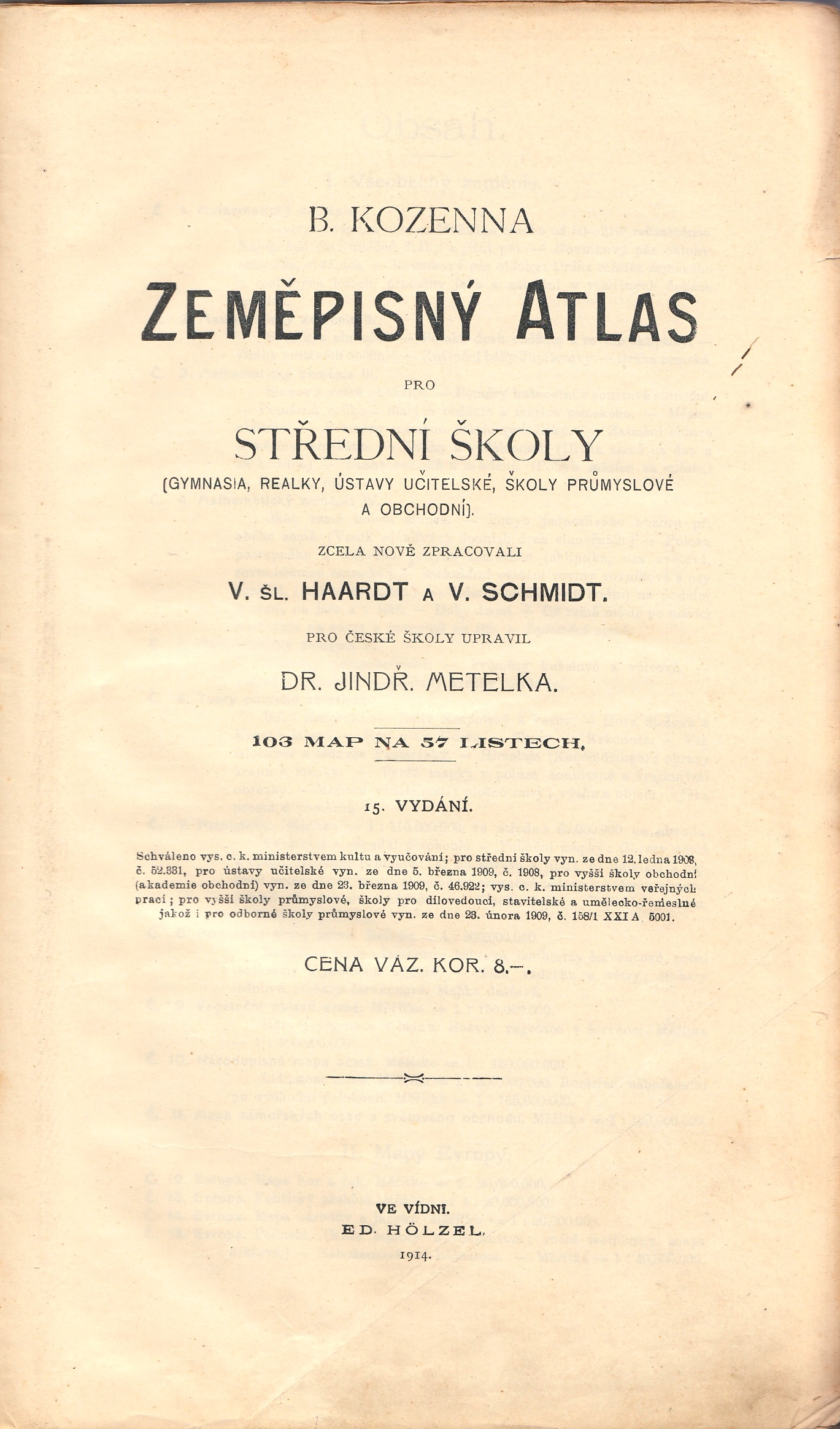
Titulni list Kozennova atlasu, 15. české vydání, 1914

## Česká vydání Kozennova atlasu
V tomto prvním vydání, jehož českou verzi zpracoval Kozennův gymnazijní kolega František Vaněk, byly ale použity německé mapy a české byly jen titulní strana a překlady úvodních statí Průměty map, Nauka polohopisná a Vysvětlení jazyková.
V publikaci Josefa Erbena Počátkové zeměpisu z roku 1863 je uvedena anotace "druhé opravené a rozmnožené vydání". Není ale jasné, zda se jedná o inzerci na druhé české vydání, nebo na druhé německé vydání, které vyšlo v tomto roce.
V roce 1869 vyšlo druhé české vydání, které upravil Matěj Radoslav Kovář.
V roce 1875 vyšel B. Kozennův Zeměpisný atlas pro školy střední. Toto třetí české vydání připravil Josef Jireček, který zpracovával již od roku 1862 i české verze jiných Kozennových kartografických děl,  a Antonín Balcar. Atlas měl 30 map a byl velmi dobře přijat a výnosem ministerstva kultu a vyučování číslo 11 850 ze dne 19. srpna 1875 schválen pro užívání na českých středních školách. Třetí české vydání z následujícího roku bylo rozšířeno na 36 map. Další vydání následovala v letech: snad 1877, 1878, 1879, 1880, 1882. V každém vydání byly upravovány, aktualizovány nebo doplňovány některé mapy.
Vydání z roku 1886 upravil Josef Jireček a Jaroslav Zdeněk. Jedenácté vydání z roku 1888 obsahovalo již 42 mapy. Jazykové úpravy prováděl po Josefu Jirečkovi profesor dějepisu a zeměpisu na pražských gymnáziích Antonín Balcar. Po jeho náhlé smrti převzal tuto úlohu Jindřich Metelka. Ten připravil dvanácté vydání v roce 1890. To již vznikalo péčí Vinzenze von Haardt a Friedricha Umlaufta, po němž práci v roce 1878 převzal Wilhelm Schmidt, zcela přepracované 37. německého vydání středoškolského Kozennova atlasu. Česká verze, připravená opět Jindřichem Metelkou, vyšla v roce 1900 jako 14. české vydání pod názvem B. Kozenna Zeměpisný atlas pro střední školy. Atlas obsahoval již 85 map a úvodní stať o matematicko-zeměpisných pojmech.
Poslední české vydání atlasu "Kozenn – Metelka" vyšlo v roce 1919. U tohoto vydání ale nebyl uveden původní (rakousko-uherský) vydavatel, ale jeho komisionářská pražská firma Höfer a Klouček.
Atlas "rakouského" původu byl postupně na československých školách nahrazován "československým" atlasem Brunclík-Machátovým (Zeměpisný atlas pro školy střední, ústavy učitelské a školy obchodní). Přesto se Kozennův atlas používal na československých středních školách ještě koncem dvacátých let.

## Další atlasy
Od základního Kozennova atlasu pro střední školy byly odvozeny další školní atlasy:
- B. Kozennův Malý zeměpisný atlas k potřebám školním i obecným. (Kleiner geographischer Schul-Atlas.) 1862, česká verze 1863, upravil Josef Jireček. Tentokrát se jednalo skutečně o mapy s českým názvoslovím,
- Kozennův Horo-vodopisný atlas v devíti mapách. (B. Kozenn's Oro-hydrographischer Atlas in 9 Karten.) 1862 nebo 1863, česky 1865,
- Zeměpisný atlas ku potřebě ve školách středních i občanských. (Geographischer Schul-Atlas.). Českou verzi připravil Matěj Radoslav Kovář (1837–1872) – rok českého vydání 1868,
- Kozennův Zeměpis pro školy národní, na jazyk českoslovanský převedl Vilém Appelt,
- Zeměpisný atlas říše Rakousko-Uherské (Schul-Atlas der Österreichisch-Ungarisches Monarchie.), českou verzi zpracoval Jaroslav Zdeněk. České vydání 1886.